# Paul Felix Lazarsfeld
Paul Felix Lazarsfeld (Vienna, 13 febbraio 1901 – New York, 30 giugno 1976) è stato un sociologo statunitense di origini austriache.

## Biografia
Lazarsfeld nacque a Vienna nel 1901, figlio del giurista Robert Lazarsfeld e della psicologa Sophie Lazarsfeld (nata Munk).
Dopo aver completato la scuola dell'obbligo, studiò matematica presso l'Università di Vienna, dove nel 1924 conseguì il dottorato di ricerca con una dissertazione intitolata Über die Berechnung der Perihelbewegung des Merkur aus der Einsteinischen Gravitationstheorie.
Dopo un anno di ricerche in Francia, Lazarsfeld tornò a Vienna e lavorò fino al 1929 presso un istituto superiore come insegnante di matematica. Dal 1929 al 1933 fu poi ricercatore presso l'istituto di psicologia di Vienna.
Nel 1933 emigrò negli Stati Uniti grazie a una borsa di studio della Rockefeller Foundation. Negli anni successivi lavorò presso vari enti di ricerca, fino alla fondazione, nel 1939, dell'Ufficio di Ricerca Sociale Applicata (Bureau of Applied Social Research) presso la Columbia University, nella quale ottenne in seguito una cattedra come professore ordinario di sociologia.
Negli anni successivi Lazarsfeld affiancò alla sua attività di professore anche quella di consulente per il governo statunitense e in seguito prese parte a vari progetti di ricerca in molte prestigiose università di tutto il mondo.

## Opere
Paul F. Lazarsfeld è l'ideatore di molti aspetti della metodologia della ricerca sociale empirica.

### I disoccupati di Marienthal
Come opera fondamentale per questo ambito viene ricordato lo studio del 1933 condotto insieme a Marie Jahoda  e Hans Zeisel dal titolo I disoccupati di Marienthal. In questa analisi vennero combinati metodi qualitativi e quantitativi per analizzare i mutamenti sociali causati dall'alto livello di disoccupazione nel paese.

### The People's Choice
Negli Stati Uniti Lazarsfeld compì una ricerca sugli effetti dei mass media sulle scelte politiche della popolazione. Raccolse i suoi risultati nel libro The People's Choice. Per questa analisi vennero seguiti 600 elettori americani durante le elezioni presidenziali negli ultimi mesi della campagna elettorale, vennero analizzati questionari sulle abitudini e sui cambiamenti nella scelta di voto.
Questo studio mostrò che la comunicazione interpersonale, ad esempio con persone influenti o con persone più istruite, aveva una forte influenza sulla scelta elettorale, mentre la campagna elettorale e più in generale i mass media non sembravano influenzare più di tanto la scelta tra un candidato o l'altro.
In questo modo si sviluppò una teoria degli effetti limitati dei media che si contrapponeva alla teoria ipodermica (Modello S-R) della scuola behaviorista.
Importanti invece nell'influenza della scelta elettorale erano i cosiddetti opinion leader (Leader d'Opinione), i quali comunicavano efficacemente i contenuti dei media alle persone. Lazarsfeld sviluppò attraverso questo modello la Teoria del flusso a due fasi di comunicazione:
1. Nel primo livello gli opinion leader utilizzano i mezzi di comunicazione di massa per ottenere informazioni.
2. Nel secondo livello gli opinion leader comunicano le loro informazioni, filtrate attraverso le loro opinioni, al resto della popolazione.

## Opere pubblicate
- I disoccupati di Marienthal, (1986) Edizioni Lavoro - ISBN 8879101765
- Saggi storici e metodologici, (2001) Eucos by Libreria Italiana - ISBN 8888294015